# Frontera entre Malí y Senegal
La frontera terrestre entre Malí y Senegal separa el oeste de Malí del este de Senegal. Es la frontera internacional más corta de Malí. Mide 419 kilómetros y no conlleva un cambio de hora.

## Trazado
Al norte, la frontera encuentra su origen en el trifinio donde convergen las fronteras entre Malí y Mauritania y entre Mauritania y Senegal. Sigue luego una orientación sursudeste antes de terminar en otro trifinio que forman las fronteras entre Malí y Guinea y entre Guinea y Senegal.

## Pasos fronterizos
Las principales puestos fronterizos, tanto de carretera como de ferrocarril, se ubican en Kidira.